# Torneo de las Cinco Naciones 1925
El Torneo de las Cinco Naciones de 1925 (Five Nations Championship 1925) fue la 38° edición del principal Torneo de rugby del Hemisferio Norte.
El campeón del torneo fue la selección de Escocia.

## Clasificación
| Lugar | Selección  | Partidos | Partidos | Partidos  | Partidos | Puntos  | Puntos    | Puntos | Tabla de puntos |
| Lugar | Selección  | Jugados  | Ganados  | Empatados | Perdidos | A favor | En contra | dif.   | Tabla de puntos |
| ----- | ---------- | -------- | -------- | --------- | -------- | ------- | --------- | ------ | --------------- |
| 1     | Escocia    | 4        | 4        | 0         | 0        | 77      | 37        | +40    | 8               |
| 2     | Irlanda    | 4        | 2        | 1         | 1        | 42      | 26        | +16    | 5               |
| 3     | Inglaterra | 4        | 2        | 1         | 1        | 42      | 37        | +5     | 5               |
| 4     | Gales      | 4        | 1        | 0         | 3        | 34      | 60        | -26    | 2               |
| 5     | Francia    | 4        | 0        | 0         | 4        | 23      | 58        | -35    | 0               |

## Resultados
| 24 de enero | Francia | 3 - 9 | Irlanda | París, |  |

| 14 de febrero | Inglaterra | 12 - 6 | Gales | Londres, |  |

| 21 de febrero | Escocia | 25 - 4 | Francia | Edimburgo, |  |

| 28 de febrero | Gales | 14 - 24 | Escocia | Swansea, |  |

| 28 de febrero | Inglaterra | 6 - 6 | Irlanda | Londres, |  |

| 7 de marzo | Gales | 11 - 5 | Francia | Cardiff, |  |

| 7 de marzo | Irlanda | 8 - 14 | Escocia | Dublín, |  |

| 14 de marzo | Irlanda | 19 - 3 | Gales | Belfast, |  |

| 21 de marzo | Escocia | 14 - 11 | Inglaterra | Edimburgo, |  |

| 18 de abril | Francia | 11 - 13 | Inglaterra | París, |  |

## Premios especiales
- Grand Slam:  Escocia
- Triple Corona:  Escocia
- Copa Calcuta:  Escocia